# Tomáš Grulich
Tomáš Grulich (14. ledna 1951 Praha – 7. srpna 2020 Křenovice) byl český etnolog, historik a politik, v letech 2006 až 2018 senátor za obvod č. 17 – Praha 12, člen ODS.

## Život
Vystudoval Filozofickou fakultu Univerzity Karlovy, obor historie, etnologie a folkloristiky. Byl kastelánem na zámku Klášterec nad Ohří a pracoval v českých muzeích, naposledy v Národním muzeu v Praze. Založil firmu Tiskárna Flora, s.r.o., kterou vedl v pozici ředitele. Externě vyučoval na katedře politologie Fakulty sociálních věd UK. Zabýval se především historií, národnostními vztahy a migrací.
Publikoval řadu odborných statí a je spoluautorem nejpoužívanější alternativní středoškolské učebnice dějepisu Dějiny zemí koruny České, která byla přeložena do několika evropských jazyků. 
Své volno rád trávil s manželkou na venkově ve své chalupě v Křenovicích na Písecku v jižních Čechách. 

## Politické zkušenosti
Do Senátu PČR byl zvolen v roce 2006 ve volebním obvodu Praha 12.
V komunálních volbách v roce 2014 obhájil za ODS post zastupitele Městské části Praha 12. Původně byl na kandidátce na 6. místě, ale vlivem preferenčních hlasů skončil na 3. místě (strana přitom v městské části získala 3 mandáty).
Ve volbách do Senátu PČR v roce 2018 již nekandidoval.

## Dílo
- 1987 - Etnografický slovník I spolu s V. Kopřivovou
- 1992 - Dějiny zemí Koruny české II. s kolektivem autorů
- 2005 - K nám chodí Ježíšek
- 2004 - Humor k zamyšlení i k smíchu spolu s V. Budinským
- 2008 - Humor sbližuje spolu s V. Budinským